# Charles V. Willie
Charles Vert Willie (* 8. Oktober 1927 in Dallas; † 11. Januar 2022 in Brighton, Massachusetts) war ein US-amerikanischer Soziologe und Hochschullehrer.

## Leben und Wirken
Charles V. Willie studierte Sozialwissenschaften zunächst am Morehouse College, wo er 1948 den Bachelorgrad erwarb. 1949 erfolgte seine Magisterprüfung an der Clark Atlanta University. Von 1950 bis 1974 war er als Hochschullehrer an der Syracuse University tätig. Dort promovierte er 1957 zum Ph.D. und lehrte zuletzt als Professor für Soziologie. Von 1974 bis zum Eintritt in den Ruhestand 1999 hatte er eine Professur für Erziehungswissenschaft und Stadtsoziologie an der Harvard University inne, gab jedoch auch noch während seines Ruhestands Lehrveranstaltungen. Außer seiner Tätigkeit als Hochschullehrer wirkte Willie in verschiedenen staatlichen Gremien als Berater mit, außerdem in den Fachorganisationen der Soziologie in den USA und der Episkopalkirche der Vereinigten Staaten. Er erhielt mehrere Ehrendoktorwürden amerikanischer Universitäten.
In seinen zahlreichen Veröffentlichungen beschäftigte sich Willie vor allem mit den Rassenbeziehungen und -konflikten in den USA, den afro-amerikanischen Familien und ihren Schul- und Bildungsmöglichkeiten.
Seit seiner Studienzeit war Willie gut bekannt und befreundet mit Martin Luther King Jr.

## Veröffentlichungen (Auswahl)
- (Hrsg.): The Family Life of black people. Merrill, Columbus, Ohio 1970.
- (mit Arline Sakuma McCord): Black students at white colleges. Praeger, New York 1972.
- (mit Jerome Beker): Race mixing in public schools. Praeger, New York 1973.
- (Hrsg., mit Bernard M. Kramer): Racism and mental health. University of Pittsburgh Press, Pittsburgh 1973, ISBN 0-8229-5233-5.

- Oreo. A perspective on race and marginal men and women. Parameter Press, Wakefield, Mass. 1975, ISBN 0-88203-006-X.
- (Hrsg.): Black – brown – white relations. Race relations in the 1970s. Transaction Books, New Brunswick, NJ 1977, ISBN 0-87855-102-6.
- The sociology of urban education. Desegregation and integration. Heath, Lexington, Mass. 1978, ISBN 0-669-02348-5.
- The ivory and ebony towers. Race relations and higher education. Heath, Lexington, Mass. 1981, ISBN 0-669-04479-2.
- (Hrsg., mit Susan L. Greenblatt): Community politics and educational change. 10 school systems under court order. Longman, New York 1981, ISBN 0-582-28147-4.
- Race, ethnicity, and socioeconomic status. A theoretical analysis of their interrelationship. General Hall, Bayside, NY 1983, ISBN 0-930390-47-4.
- School desegration plans that work. Greenwood Press, Westport, Conn. 1984, ISBN 0-313-24051-5.
- Black and white families. A study in complimentary. General Hall, Bayside, NY 1985, ISBN 0-930390-64-4.
- Effective education. A minority policy perspective. Greenwood Press, New York 1987, ISBN 0-313-25414-1.
- (Hrsg.): Social goals and educational reform. American schools in the twentieth century (= Contributions to the study of education, Bd. 27). Greenwood Press, New York 1988, ISBN 0-313-24781-1.
- The caste and class controversy on race and poverty. Round two of the Willie/Wilson debate. 2. Aufl. General Hall, Dix Hills, NY 1989, ISBN 0-930390-96-2.
- (Hrsg.): Mental health, racism, and sexism. University of Pittsburgh Press, Pittsburgh 1995, ISBN 0-8229-3869-3.
- (Hrsg.): The education of African-Americans. Auburn House, New York 1991, ISBN 0-86569-018-9.
- (mit Ralph Edwards u. Michael J. Alves): Student diversity, choice and school improvement. Bergin & Garvey, Westport, Conn. 2002, ISBN 0-89789-847-8.
- (Mithrsg.): Grassroots social action. Lessons in people power movements. Rowman & Littlefield, Lanham, MD 2008, ISBN 0-7425-6049-X.
- (mit Richard J. Reddick): A new look at black families. 6. Aufl. Rowman & Littlefield, Lanham, MD 2010, ISBN 0-7425-7007-X.
- (Mitautor): Race and remembrance. A memoir. Wayne State University Press, Detroit 2014, ISBN 978-0-8143-3370-9.